# Каріє
Каріє (араб. جارية , «джарія») — титул і термін, що використовувався для категорії рабинь-наложниць в ісламському світі Близького Сходу. Каріє особливо відомі в історії з епохи Османської імперії, де існували до початку ХХ століття, коли був закритий Османський імператорський гарем.

## Історія

### Загальне значення
Загальне значення терміна каріє — поневолена під час війни жінка. Це залишалося формальним визначенням цього терміну в ісламському світі. Права невільниці регулювалися ісламським правом.
В ісламському праві поневолення жінки було єдиним випадком, коли юридично дозволявся конкубінат. Жінка, взята в каріє, мусила підкорятися своєму власникові-чоловікові так само, як шлюбному чоловікові. Однак сини або доньки наложниці каріє та її господаря народжувалися юридично вільними, і, оскільки вона була матір'ю дітей свого господаря, каріє не могла бути продана її господарем нікому іншому, а також автоматично емансипувалася після його смерті.

### Османська імперія
Система каріє існувала в Османській імперії аж до ХІХ століття і найбільш відома в Османському імператорському гаремі османського двору. Його часто перекладають як «пані в очікуванні».
Османська система формально відповідала первісному ісламському праву, але на практиці відрізнялася від нього. Після того, як Османська імперія завоювала більшу частину Близького Сходу, а кордони з християнською Європою зупинилися, на практиці було мало можливостей захопити жінок у полон під час війни.
Через загальну заборону на поневолення мусульман, немусульманські каріє натомість постачалися на османський ринок рабів з християнської Європи через кримську работоргівлю та берберійську работоргівлю. Оскільки вони походили з немусульманських країн, з якими Османська імперія могла вважатися такою, що перебуває у стані пасивної війни, це прирівнювалося до поневолення військовополонених, а отже, сприймалося відповідно до ісламського права.
Коли після російського захоплення Криму в 1783 році кримська работоргівля була закрита (і берберська работоргівля на початку ХІХ століття), работоргівля каріє зазнала чергової трансформації. З цього моменту більшість каріє були черкесками з Кавказу через черкеську работоргівлю, причому незначна частина походить від торгівлі білими рабами. Хоча черкески зазвичай були мусульманками, заборона на поневолення мусульманок у їхньому випадку була пропущена, а їхній первинний мусульманський статус був «відкритою таємницею».
Каріє завжди вважалася сексуально доступною для господаря дому, і якщо вона народжувала від нього дитину, її більше не можна було продати. Було поширеним явищем, коли каріє звільняли (манумітували). Однак манумісія не означала, що каріє могла просто вийти з дому. У мусульманському суспільстві, заснованому на статевій сегрегації, де жінки жили в ізоляції, манумітована жінка не могла просто вийти з дому і гуляти вулицею, оскільки вільна неодружена жінка без сім'ї не мала б можливості утримувати себе. Натомість манумісія жінки зазвичай означала, що для неї влаштовували шлюб; часто чоловік, який звільняв жінку, сам одружувався з нею або влаштовував її шлюб з іншим чоловіком.
Існувала різниця між жінками, яких купували, щоб вони були домашніми служницями мусульманок, і жінками, яких купували чоловіки. Жінки-рабині, які формально були власністю мусульманки, хоча юридично були доступні для господаря будинку, також могли бути продані ласницею.
У першій половині ХІХ століття в західному світі рабство стало розглядатися як морально неправильне. Ліберальний султан Абдул-Меджид I, на якого вплинули ці погляди, включив закони про боротьбу з рабством серед своїх вестернізованих реформ і офіційно заборонив система рабства каріє. Проте це була формальна заборона, а насправді інститут каріє неофіційно існував до кінця ХІХ ст.

#### Османський імператорський гарем
Каріє постачали до Османського імператорського гарему через кримську работоргівлю та работоргівлю варварів, або ж вербували всередині імперії. Їх відбирали з-поміж найкрасивіших і найрозумніших дівчат, і вони потрапляли до гарему ще дітьми. Після прибуття їх навертали в іслам і давали нове ім'я. Їх навчали дисципліни палацового гарему, а також досягненням, до яких вони мали талант. Потім їх просували по службі відповідно до їхніх здібностей.
Каріє мала найнижчий ранг серед жінок в імператорському гаремі. Вони відрізнялися від одалісок тим, що формально були наложницями султана. Однак на практиці вони ніколи не могли бути обрані для того, щоб розділити ложе султана, тому часто виступали як служниці валіде-султан, а також як дружини і дітей султана.
Каріє, яка довела, що є цінною служницею, могла бути підвищена до калфи або уста, що означало, що вона отримувала заробітну плату. Якщо каріє не підвищували до калфи і не обиралася султаном як сексуальна партнерка, то після дев'яти років служби її манумітували. На практиці її манумісія означала, що вона взяла шлюб, оскільки неодружена вільна жінка без сім'ї не мала засобів для утримання в статево сегрегованому суспільстві Османської імперії.
Каріє, з якими султан ділив ложе, входили до династії і підвищувалися в ранзі, щоб досягти статусу ґозде («улюблениця»), ікбал («щаслива»), кадин («мати дитини») або хасекі-султан («улюблена дружина»). Найвищою посадою була валіде-султан, законна мати султана, яка сама колись була дружиною або каріє батька султана і піднялася до найвищого рангу в гаремі. Жодна каріє не могла вийти чи увійти до приміщення гарему без прямого дозволу валіде-султан.
Кількість рабинь у гаремі є спірним питанням, і її можна оцінити лише в окремі періоди. Сучасники стверджували, що в 1573 році в Новому палаці було 150 жінок, а в Старому — 1 500, а в 1604—1607 роках — 1 100-1 200, але ці цифри, швидше за все, завищені. Фактична кількість жінок, за оцінками, становила 49 у 1574 році та 433 у 1633 році. У XVIII та ХІХ сторіччях іноді зберігався офіційний реєстр мевачібів, у якому зазначено, що під час правління султана Махмуда I (правління 1730—1754) гарем містив 446 рабинь, під час правління султана Селіма III (правління 1789—1808) — 720, під час правління султана Махмуда II (правління 1808—1839) — 473.